# Eishotel

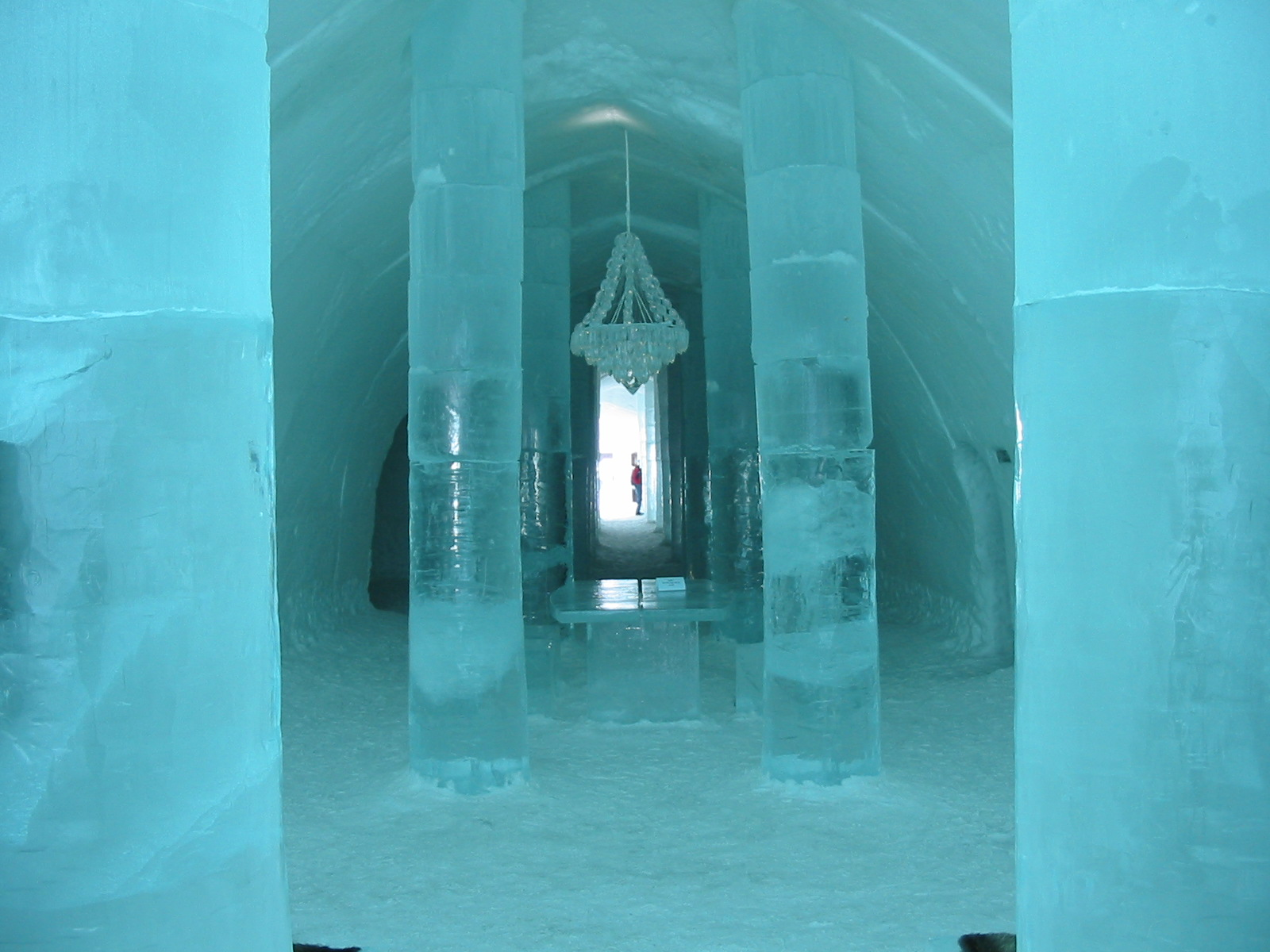
Eishotel in Jukkasjärvi im Winter 2002/03

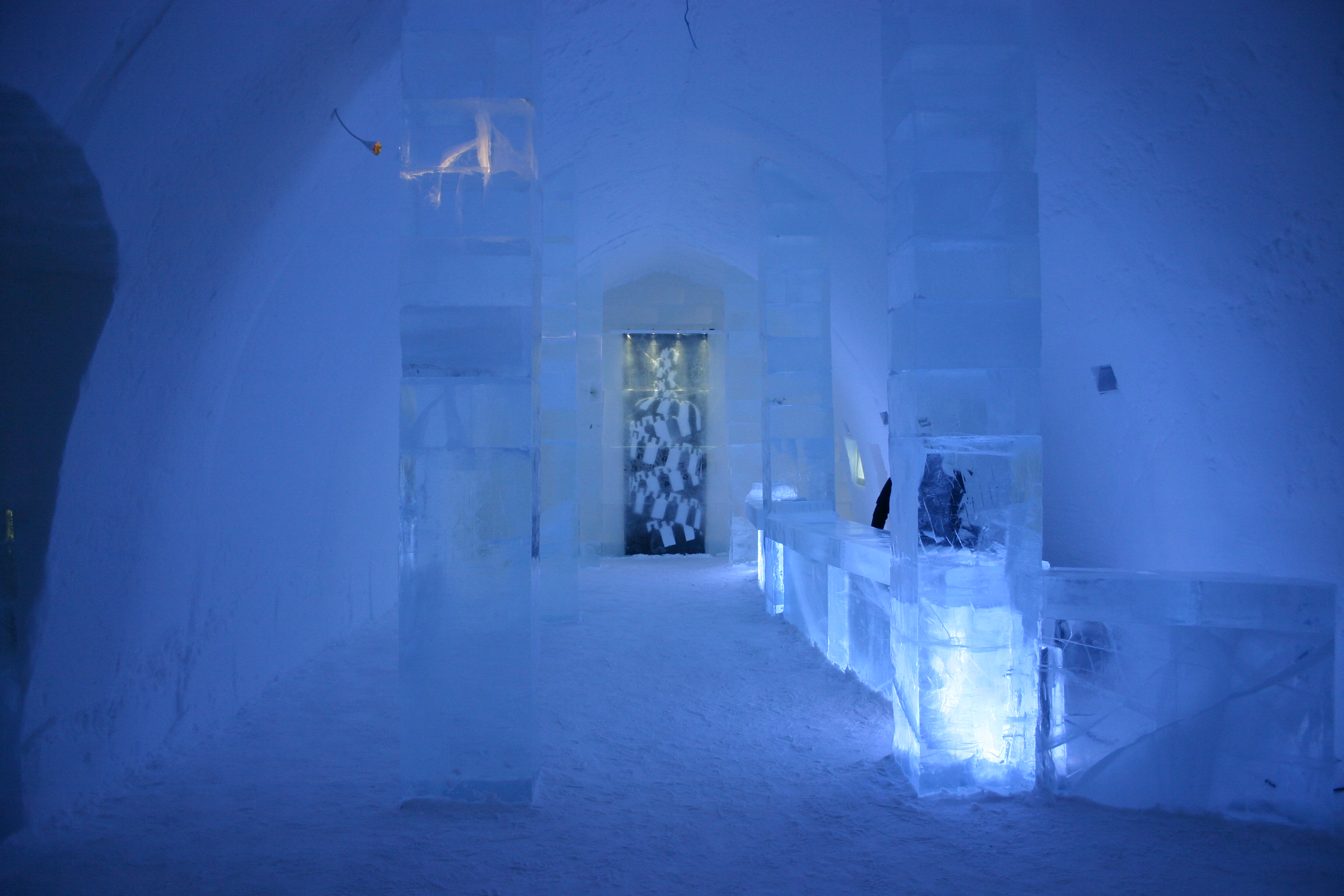
Absolut Eisbar in Jukkasjärvi (Dez. 2005)

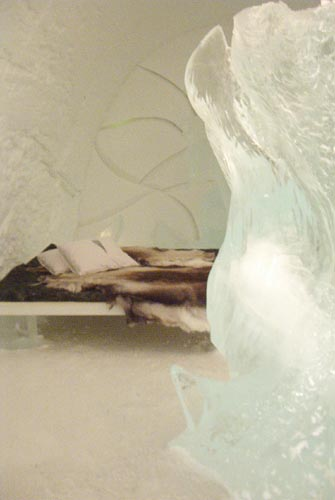
Hotelzimmer mit Eisskulptur

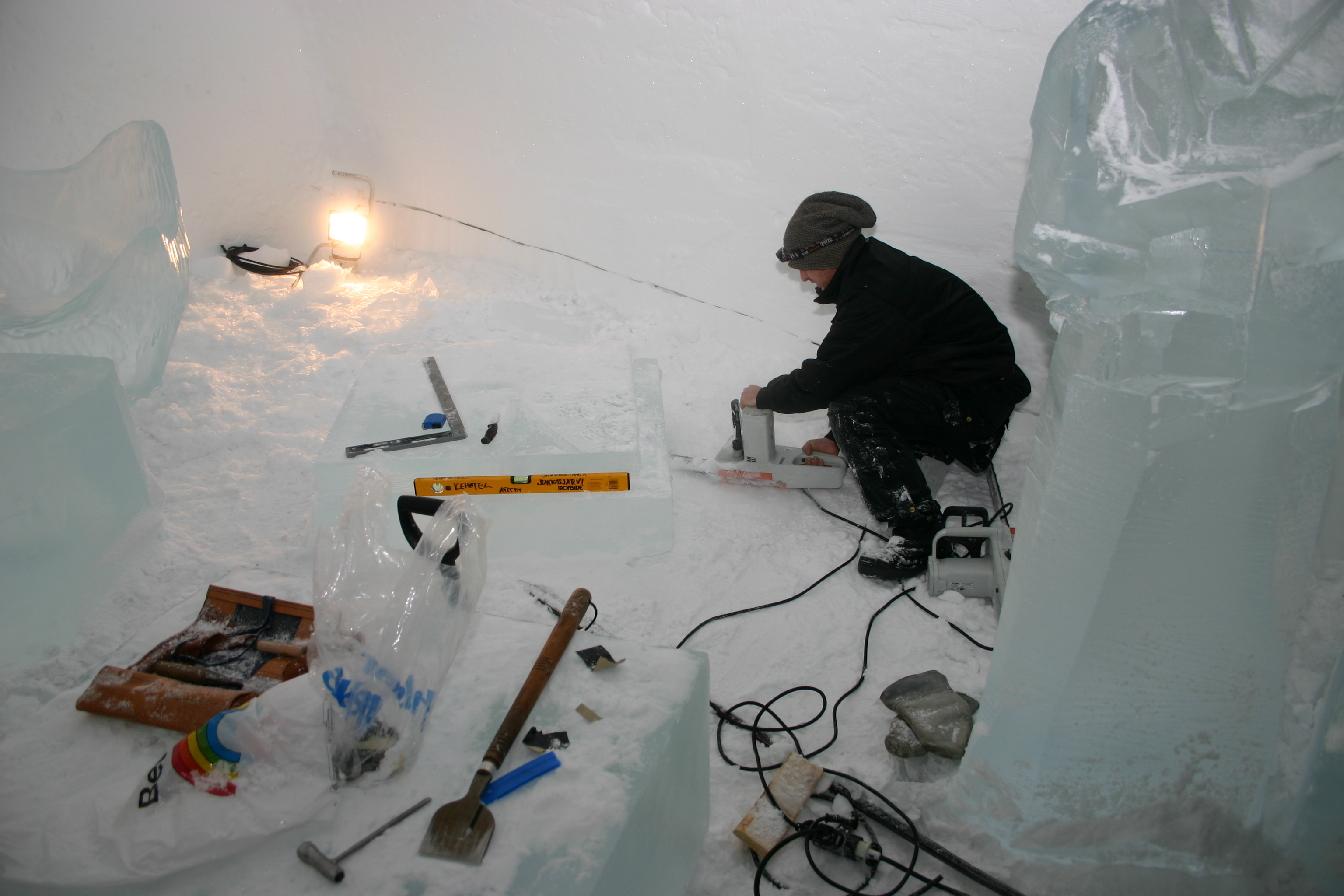
Arbeiter beim Bearbeiten eines Tisches in Jukkasjärvi (Dez, 2005)

Ein Eishotel ist ein Hotel, das im Herbst aus Schnee und Eis errichtet wird und über den Winter als Touristenattraktion dient. Standorte finden sich in Fennoskandinavien sowie in Nordamerika (Alaska, Kanada) und Österreich.

## Geschichte
Das Eishotel in Jukkasjärvi ist das älteste Eishotel der Welt.
1989 wurde durch Initiative des lokalen Tourismusvereins eine Ausstellung mit Eisskulpturen japanischer Künstler ins Leben gerufen. 1990 wurde in einem zylinderförmigen Iglu namens Arctic Hall auf dem Eis des Torne älv eine Kunstausstellung von Jannot Derid gezeigt. Einige Gäste übernachteten daraufhin spontan in der Halle – mit warmen Schlafsäcken auf Rentierfellen. 1991 wurden erstmals Gebäude aus Schnee und Eis als Hotel gebaut. Die Anlage umfasste eine Empfangshalle, Bar und Schlafräume. Sie wurde in den nächsten Jahren ständig vergrößert und durch eine Kirche und ein Kino erweitert. 2003 wurde das Eishotel um ein Eistheater erweitert: Im Nachbau des Globe Theatre werden klassische Schauspiele aufgeführt.
Das Eishotel in Jukkasjärvi hat neben Eisbar und Eingangshalle rund 60 Räume, in denen 140 Personen übernachten können. Für den Bau werden 30.000 Tonnen Schnee und 4.000 Tonnen klares Eis verarbeitet. Jede Saison werden 14.000 Übernachtungen gebucht – zusätzlich besuchen 45.000 Tagesgäste die Anlage.

## Bau
Jedes Jahr beginnt gegen Ende Oktober der Bau des Hotels. Mit Radladern und Schneekanonen wird Schnee auf Stahlschalungen aufgetragen, die nach zwei Tagen entfernt werden können. Mit dieser Bauweise werden mehrere nebeneinanderliegende tunnelartige Spitzbogengewölbe errichtet. Das größte ist 5 Meter hoch und 6 Meter breit, es wird zusätzlich von Säulen aus Eisquadern abgestützt. In ihm ist die Eingangshalle und die Bar untergebracht. Weitere kleinere Tunnel werden für die Schlafzimmer und Korridore errichtet. Die Raumabgrenzungen innerhalb der Tunnel werden mit Schneeblöcken aufgemauert, die Fenster werden von klaren Eisquadern gebildet.
Innenräume von Eishotels sind mit beleuchteten Skulpturen und Gegenständen aus Eis eingerichtet. Die gewonnenen 4.000 Tonnen Eis (in 2-Tonnen-Blöcken) werden über den Sommer in einem Kühlhaus aufbewahrt.
Im Gegensatz zur Bautechnik mit Stahlschalungen werden manchmal große Ballons mithilfe von Schneefräsen eingeschneit. Bei dem verwendeten Schnee handelt es sich um besonders feuchten Schnee, der nach einer gewissen Zeit durch die vorherrschenden Temperaturen gefriert. Sobald sich der Schnee auf den Ballons verfestigt hat, können die Ballons wieder entfernt werden und es entstehen die einzelnen IGLOOs sowie zahlreiche Verbindungsgänge.

Eingangsbereich eines Eishotels 2016

## Übernachtung
Im Hotel kann von Mitte Dezember bis Mitte April übernachtet werden. Die Innentemperatur beträgt etwa –5 °C, bei
Außentemperaturen um –30 °C. Die Gäste verbringen in der Regel nur eine Nacht im Eishotel und die restlichen Nächte in nahegelegenen Hütten. Gegen die Kälte schützen wattierte Snowmobil-Overalls. Geschlafen wird in Schlafsäcken auf Rentierfellen, die zusätzlich noch mit einem Brett und einer Matratze von den Eisblöcken getrennt sind. Tagsüber stehen die Zimmer im Eishotel allen Besuchern offen, jedoch gibt es ab der Saison 2013/14 die Möglichkeit private Suiten zu buchen. Angeboten werden außerdem Hundeschlittentouren, Schneeschuhwanderungen und ein Besuch auf einer Elchfarm.

## Umgebung
Die Umgebung von Eishotels ist oft touristisch geprägt und bekannt für ihre atemberaubende Natur und Artenvielfalt aber auch für Kultur. Die Wintersaison in der Umgebung von Eishotels ist lang und es herrschen teilweise extreme Wetterbedingungen. Das schafft auch beste Voraussetzungen, um Erlkönige in witterungsbedingten Extremsituationen zu testen und die Automobilindustrie auf die Teststrecken der Region zu locken.

## Eisbars
Nach demselben Konzept werden auch Eisbars oder Schneebars gestaltet. Sie sind Schanklokalitäten, die gänzlich aus Schnee und Eis erbaut ist. Sie sind durchwegs temporäre Baulichkeiten, die nur für die Wintersaison permanent errichtet werden und oftmals in Eishotels integriert werden.
Die Schneebars finden sich als eigenständige Bewirtungsbetriebe ab dem späteren 20. Jahrhundert in den Skigebieten der Alpen. Hier wurde vor den Berggasthäusern und Jausenstationen ein zusätzlicher einfacher Ausschank eingerichtet, bei der die Theke ganz aus Schnee aufgehäufelt ist. Das hat den Vorteil, dass die schon wetterfest bekleideten Skifahrer zwanglos in voller Winterausrüstung konsumieren können. Das Konzept erwies sich als erfolgreich, daher wurden diese Bars auch zunehmend für den Apres-Ski, also die abendliche Begleitunterhaltung, auch in den Talorten eingerichtet. Inzwischen finden sich Schnee- und Eisbars verbreitet auch in anderen Gebieten bei Wintersporteinrichtungen und anderen winterbezogenen Open-Air-Veranstaltung.
Mit der Entwicklung der Schnee-/Eishotels wurde die Eisbar im Sinne der Hotelbar oder eines eigenständigen Lokals auch zu einer ganzen Räumlichkeit weiterentwickelt.
Heute sind Eisbars oft kunstvoll gearbeitete und mit speziellen Lichteffekten und Spezialgeräten ausgerüstete Schankeinrichtungen.